# Cleocir Marcos dos Santos
Cleocir Marcos dos Santos (Ponta Grossa, 1 de maio de 1960) também conhecido como Tico,  é um treinador de futebol brasileiro.

## Carreira
Iniciou sua carreira como jogador no Coritiba Foot Ball Club, é formado em Educação Física pela  Universidade Federal do Paraná, e atuou em times  tanto no Brasil, quanto no exterior, fazendo parte de equipes com técnicos como Otacílio Gonçalves e Levir Culpi.
Teve atuação marcante em times como: Coritiba, Esporte Clube Pinheiros, Paraná Clube, Atlético Paranaense, São Caetano, Botafogo, Atlético Mineiro,  Cruzeiro,Vasco da Gama, Ipatinga, Cruzeiro, além de Bolivar, na Bolívia e Yokohama Flügels, no Japão.
No dia 12 de junho de 2015, Marcelo Oliveira foi apresentado como novo técnico do Palmeiras, junto dele Cleocir Marcos dos Santos assume como auxiliar técnico, a exemplo das parcerias firmadas anteriormente como no caso dos clubes Paraná Clube, Coritiba, Vasco da Gama e Cruzeiro clube ao qual conquistaram por dois anos consecutivos o título de campeão brasileiro em 2013 e 2014.
A título de curiosidade o avô paterno de Tico, Joaquim Ferreira dos Santos era primo de Victor Ferreira do Amaral, médico lapeano considerado o pioneiro do Futebol no estado do Paraná. Conta a história que este em viagem pelo Rio de Janeiro, em 1903 trouxe de lá a primeira bola de couro, vindo à introduzir o esporte no "Gymnasio Paranaense", atual Colégio Estadual do Paraná em Curitiba onde foi professor, além de fundador da Universidade Federal do Paraná.